# Yuji Fujikawa
Yuji Fujikawa (藤川 祐司 Fujikawa Yūji?, nacido el 8 de junio de 1987 en Yokohama, Kanagawa) es un exfutbolista japonés. Jugaba de defensa y su último club fue el YSCC Yokohama de Japón.

## Trayectoria

### Clubes
| Club                | País  | Año         |
| ------------------- | ----- | ----------- |
| Mito HollyHock      | Japón | 2010        |
| Oita Trinita        | Japón | 2011 - 2012 |
| Matsumoto Yamaga FC | Japón | 2012        |
| YSCC Yokohama       | Japón | 2013 - 2015 |

## Estadística de carrera

### J. League
| Club                | Año   | J. League | J. League | Copa J. League | Copa J. League | Total | Total |
| Club                | Año   | Part.     | Goles     | Part.          | Goles          | Part. | Goles |
| ------------------- | ----- | --------- | --------- | -------------- | -------------- | ----- | ----- |
| Mito HollyHock      | 2010  | 24        | 0         | -              | -              | 24    | 0     |
| Oita Trinita        | 2011  | 11        | 0         | -              | -              | 11    | 0     |
| Oita Trinita        | 2012  | 4         | 0         | -              | -              | 4     | 0     |
| Matsumoto Yamaga FC | 2012  | 7         | 1         | -              | -              | 7     | 1     |
| YSCC Yokohama       | 2014  | 14        | 0         | -              | -              | 14    | 0     |
| YSCC Yokohama       | 2015  | 11        | 0         | -              | -              | 11    | 0     |
| Total               | Total | 71        | 1         | 0              | 0              | 71    | 1     |